# Керимов, Мансыр Паша оглы
Мансыр Паша оглы Керимов (азерб. Mansır Paşa oğlu Kərimov; 23 июня 1930, Самухский район — 18 августа 1989, Касум-Исмаиловский район) — советский азербайджанский хлопковод, Герой Социалистического Труда (1971).

## Биография
Родился 23 июня 1930 в селе Альпоут Самухского района Азербайджанской ССР (ныне не существует).
С 1946 года тракторист Самухской МТС, с 1958 года тракторист Касум-Исмаиловского отдела треста «Азсельхозтехника». С 1960 года — бригадир комплексной механизированной бригады колхоза имени Карла Маркса Касум-Исмаиловского района. В 1970 году бригада Керимова получила урожай хлопка 34,2 центнера с каждого гектара на площади 58 гектаров, сам же Керимов машиной собрал более 105 тонн высококачественного хлопчатника.
В 1961 году предложил каждому механизатору обучить по 5 девушек и юношей, и это предложение было поддержано руководством республики. И уже с этого года Керимов руководил школой, в которой учились 25 будущих механизаторов. К 1963 году во всей республике было обучено 2400 человек. Уже в 1971 году такие школы были во всех колхозах республики. К 1971 году механизатор обучил уже 200 юношей и девушек.
В 1969 году Мансыр Керимов сконструировал агрегат для опыления хлопчатника с одновременной обработкой плантаций под названием «ОХК-2». Данная конструкция приносила крупную пользу и успешно использовалась не только на колхозных полях, а и по всей республике. В десятой пятилетке механизатор со своими коллегами из других районов республики совместно с селекционерами АзНИХИ дали производству высокопродуктивный средневолокнистый сорт хлопчатника.
Указом Президиума Верховного Совета СССР от 8 апреля 1971 года за выдающиеся успехи, достигнутые в развитии сельскохозяйственного производства и выполнении пятилетнего плана продажи государству продуктов земледелия, Керимову Мансыру Паша оглы присвоено звание Героя Социалистического Труда с вручением ордена Ленина и золотой медали «Серп и Молот».
Также награжден орденами Ленина (08.04.1971), Октябрьской революции (10.03.1982) и «Знак Почёта» (30.04.1966).
Активно участвовал в общественно-политической жизни страны. Депутат Верховного Совета СССР восьмого, девятого и десятого созывов, во все созывы избран от Касум-Исмаиловского избирательного округа № 208, член Комиссии по строительству и производству строительных материалов Совета Национальностей ВС 9-го созыва. Член КПСС с 1954 года.
Проживал в посёлке городского типа Дальмамедли. Скончался в 1989 году.